# Menandrosz (történetíró)
Menandrosz (I. e. 2. század) görög történetíró
Epheszoszból származott, a föníciai városok királyairól írt krónikaszerű összeállításban, honi források és városi krónikák alapján. Josephus Flavius egy töredékét közli, amelyhez kiegészítést is ad.